# Berislav Rončević
Berislav Rončević (Borovik, 23. lipnja 1960.), hrvatski političar, bivši ministar unutarnjih poslova (2008.) i bivši ministar obrane (2003. – 2008.).

## Životopis
Po struci je diplomirani pravnik. Član je HDZ-a od 1990. godine. Obnašao je stranačke funkcije u gradu Našicama, a zatim i u Osječko-baranjskoj županiji. Bio je zamjenik gradonačelnika, a od 2003. godine i gradonačelnik Našica. Bio je zastupnikom u Hrvatskom saboru od 2000. godine. Nakon parlamentarnih izbora 2003. preuzeo je dužnost ministra obrane.
U desetoj Vladi Republike Hrvatske preuzeo je dužnost ministra unutarnjih poslova. Premijer Sanader smijenio ga je u listopadu 2008. godine, nakon brojnih kritika o neučinkovitom radu policije, a povodom ubojstva Ivane Hodak, kćeri odvjetnika Zvonimira Hodaka i bivše potpredsjednice Vlade Ljerke Mintas-Hodak.
U prosincu 2010. zbog slučaja kamioni Rončević je nepravomoćno osuđen na četiri godine zatvora.

## Poveznice
- Ministarstvo unutarnjih poslova Republike Hrvatske
- Vlada Republike Hrvatske

## Vanjske poveznice
- MUP